# قلعه اسفندیار
قلعه اسفندیار مربوط به دوره قاجار است و در شهرستان پل‌دختر، بخش معمولان، روستای ریخان واقع شده و این اثر در تاریخ ۲۳ شهریور ۱۳۸۲ با شمارهٔ ثبت ۹۹۹۳ به‌عنوان یکی از آثار ملی ایران به ثبت رسیده است.